# TENEX
TENEX était un système d'exploitation développé à la fin des années 1960 par BBN Technologies pour les machines DEC PDP-10.
DEC racheta les droits sur ce système propriétaire pour développer de 1973 à 1976 le TOPS-20, son propre système privateur basé sur TENEX.

## Éditeurs de texte
- E